# August von Bercken
August Otto Friedrich von Bercken (* 19. Mai 1795 in Königsberg; † 2. Oktober 1864 in Berlin) war ein preußischer Generalmajor.

## Leben

### Herkunft
August war ein Sohn des preußischen Majors Wilhelm von Bercken (1748–1798) und dessen Ehefrau Louise, geborene von Knobloch (1757–1811) aus dem Hause Bärwalde.

### Militärkarriere
Bercken trat am 1. Juli 1811 in das Litthauische Dragoner-Regiment der Preußischen Armee ein. Bis März 1813 avancierte er zum Sekondeleutnant und nahm bis 1814 an den Befreiungskriegen teil. Ausgezeichnet mit dem Eisernen Kreuz II. Klasse kam Bercken am 29. März 1815 zum 8. Dragoner-Regiment, aus dem Ende Mai 1819 das 8. Kürassier-Regiment (2. Magdeburgisches) hervorging. Bis 14. Mai 1828 stieg er zum Rittmeister und Eskadronchef auf. Als Major und etatsmäßiger Stabsoffizier nahm Bercken im November 1848 anlässlich der Niederschlagung der revolutionären Unruhen an den Straßenkämpfen in Erfurt teil.
Am 4. Juni 1849 folgte seine Ernennung zum Kommandeur des 4. Ulanen-Regiments in Schneidemühl. In dieser Stellung wurde Bercken am 26. September 1850 zum Oberstleutnant sowie am 13. November 1851 zum Oberst befördert und Mitte September 1852 mit dem Roten Adlerorden III. Klasse mit Schleife ausgezeichnet. Unter Verleihung des Charakters als Generalmajor nahm Bercken am 8. August 1854 seinen Abschied mit Pension und wurde am 29. Dezember 1857 mit Pension zur Disposition gestellt.
Nach seinem Tod wurde er am 5. Oktober 1864 auf dem Friedhof in der Hasenheide beigesetzt.

### Familie
Bercken verheiratete sich am 8. August 1823 in Bansen mit seiner Cousine Mathilde Valeska von Knobloch (1799–1882) aus dem Hause Bärwalde. Aus der Ehe gingen folgende Kinder hervor:
- Otto (1824–1844), preußischer Portepeefähnrich
- August (* 1826), preußischer Major ⚭ 14. Oktober 1861 Klotilde von Bülow (* 1825)
- Rudolf (1830–1858), preußischer Sekondeleutnant
- Fedor (1837–1913), preußischer Generalleutnant ⚭ 29. April 1867 Ida von Kamienski (* 1842)